# الدوري الأمريكي لكرة السلة للمحترفين 1989–90
الدوري الأمريكي لكرة السلة للمحترفين 1989–90 (بالإنجليزية: 1989–90 NBA season)‏ هو موسم من الرابطة الوطنية لكرة السلة. أقيم خلال الفترة 3 نوفمبر 1989 وحتى 14 يونيو 1990، وأشرف على تنظيمه الرابطة الوطنية لكرة السلة، وفاز فيه ديترويت بيستونز.